# Impasse du Petit-Modèle
L'impasse du Petit-Modèle est une voie située dans le quartier de la Salpêtrière du 13e arrondissement de Paris.

## Situation et accès
L'impasse du Petit-Modèle est accessible par la ligne 6 à la station Nationale.

## Origine du nom
L'origine du nom de cette voie est incertaine.

## Historique
Cette voie privée est ouverte vers 1909 sous le nom « cité Petit-Modèle » et est ouverte à la circulation publique le 10 juillet 1991.

## Bâtiments remarquables et lieux de mémoire
Le célèbre écrivain Jean Genet a résidé dans la chambre 205 de l'hôtel qui fait l'angle avec l'avenue Stephen-Pichon. Il y a écrit Un captif amoureux et y est mort en 1986,.